# Ceriodaphnia pulchella
Ceriodaphnia pulchella is een watervlooiensoort uit de familie van de Daphniidae. De wetenschappelijke naam van de soort is voor het eerst geldig gepubliceerd in 1862 door Sars.